# Ервін Гайнріх
Ервін Гайнріх (нім. Erwin Heinrich; 27 березня 1923, Карцін — 28 серпня 1990) — німецький офіцер-підводник, оберлейтенант-цур-зее крігсмаріне.

## Біографія
1 жовтня 1940 року вступив на флот. З 27 вересня 1941 по 28 березня 1942 року пройшов практику вахтового офіцера на підводному човні U-752, на якому взяв участь у двох походах; під час першого походу був потоплений мінний тральщик водотоннажністю 581 тонну, з 29 березня по 28 вересня 1942 року — курс підводника, з 29 вересня по 4 листопада — курс командира взводу, з 5 листопада 1942 по 11 січня 1943 року — практику вахтового офіцера на U-667, на якому взяв участь в одному поході в Північну Атлантику (18 листопада 1942 — 6 січня 1943). 12 січня 1943 року направлений на будівництво U-963. З 17 лютого 1943 року — вахтовий офіцер на U-963, на якому взяв участь у двох походах в Північну Атлантику. 16-30 квітня 1944 року пройшов курс позиціонування (радіовимірювання), з 1 травня по 15 червня — курс командира човна, після чого був переданий в розпорядження 24-ї флотилії (Мемель). З 3 липня 1944 року — вахтовий офіцер і командир 9-ї роти підводного озброєння 21-ї флотилії (Піллау). 15 листопада 1944 року направлений на будівництво U-2357. З 13 січня 1945 року — командир U-2357. 5 травня 1945 року наказав затопити човен в рамках операції «Регенбоген». 8 травня 1945 року взятий в полон британськими військами. 5 серпня 1945 року звільнений.

## Звання
- Кандидат в офіцери (1 жовтня 1940)
- Морський кадет (1 лютого 1941)
- Фенріх-цур-зее (1 серпня 1941)
- Оберфенріх-цур-зее (1 липня 1942)
- Лейтенант-цур-зее (1 січня 1943)
- Оберлейтенант-цур-зее (1 жовтня 1944)

## Нагороди
- Нагрудний знак мінних тральщиків (11 березня 1942)
- Нагрудний знак підводника (17 березня 1942)
- Залізний хрест 2-го класу (17 грудня 1943)
- Фронтова планка підводника в бронзі (22 жовтня 1944)